# مطار إفران
مطار إفران هو مطار جهوي ترفيهي على ارتفاع 1664 متر، أقيم قرب مدينة إفران المغربية بجماعة بن صميم، يضم موقفين لطائرة B737/8، وطاقته الاستيعابية 6 طائرات من نوع غولف ستريم، لديه مدرج هبوط طوله 2100 متر، وعرضه 45 متر، ومجهز بالملاحة الجوية NDB.